# Gonatus oregonensis
Gonatus oregonensis är en bläckfiskart som beskrevs av Jefferts 1985. Gonatus oregonensis ingår i släktet Gonatus och familjen Gonatidae. Inga underarter finns listade i Catalogue of Life.